# Flatrock
Flatrock es un pueblo canadiense situado en la provincia de Terranova y Labrador.

## Superficie
Flatrock tiene una superficie de 18,1 km².

## Demografía
En 2021, tenía 1722 habitantes, una densidad poblacional de 95,1 hab./km², y 675 viviendas.